# ジョーダン・アーチャー
ジョーダン・アーチャー（Jordan Archer、1993年4月12日 - ）は、イングランド・ロンドン出身のスコットランド代表プロサッカー選手。ポジションはGK。ポーツマスFC所属。

## 経歴

### クラブ
チャールトン・アスレティックFCのユースチームでプレーを始め、2009年にトッテナム・ホットスパーFCの下部組織に移籍。2011年7月、クラブと最初のプロ契約を結んだ。しかし出番は全くなく、下位リーグのクラブへのレンタル移籍を繰り返した。2015年6月10日、契約満了によりトッテナムを退団。トップチームで試合に出場することは遂に無かった。
2015年6月23日、以前レンタルで在籍していたミルウォールFCと2年契約を結んだ。2018-19シーズン終了後、ミルウォールFCを退団。
2019年12月6日、EFLリーグ1のオックスフォード・ユナイテッドFCに短期契約で加入。
2020年1月16日、フラムFCに短期契約で加入。シーズン終了後、フラムFCを退団。その後はAFCボーンマスのトレーニングに参加したが、契約には至らなかった。
2020年10月28日、2021年1月までの短期契約でマザーウェルFCに加入。
2021年1月5日、ミドルズブラFCに加入。7月7日、クイーンズ・パーク・レンジャーズFCに加入。

### 代表
自身はロンドンで生まれ育ったが、母親がスコットランド人のためスコットランド代表を選択した。2017年8月21日、A代表初招集。 2018年5月29日、ペルー代表との親善試合でA代表デビューを果たした。